# Нунес Дорнеллес, Адан
Адан Нунес Дорнеллес (порт. Adão Nunes Dornelles; 2 апреля 1923, Порту-Алегри — 30 августа 1991, Гарса (Сан-Паулу)), более известный под именем Аданзиньо (порт. Adãozinho) — бразильский футболист, нападающий.

## Карьера
Аданзиньо начал свою карьеру в молодёжном составе клуба «Диарио Офисиал», а с 1938 по 1942 год выступал за первую команду этого, ныне не существующего, клуба. В 1943 году Аданзиньо перешёл в «Интернасьонал». С «Интером» Аданзиньо уже во второй сезон победил в чемпионате штата, а всего выигрывал с «Интернасьоналем» 5 региональных соревнований. Очень результативным был Аданзиньо в дерби «Интернасьоналя» с клубом Гремио: в 30 матчах он забил 16 голов. В 1951 году Аданзинь оперешёл в клуб «Фламенго», проведя в команде 3 сезона и сыграв 104 матча, в которых забил 49 голов. Завершил он карьеру в команде «XV ноября» из Жау.
В сборной Бразилии Аданзиньо провёл 3 игры. Он дебютировал в команде 4 апреля 1947 года в матче с Уругваем, второй матч провёл 11 апреля 1948 года вновь с Уругваем, а последнюю игру — 11 июня 1950 года со сборной штата Сан-Паулу. В том же 1950 году Аданзиньо поехал на чемпионат мира, но на поле не вышел.

## Достижения
- Чемпион штата Риу-Гранду-ду-Сул: 1944, 1945, 1947, 1948, 1950
- Чемпион штата Рио-да-Жанейро: 1953